# Victor Robert
Pour les articles homonymes, voir Robert.
Victor Robert est un journaliste, animateur de télévision et producteur français, né à Dinan (Côtes-d'Armor).
Il a animé plusieurs émissions sur I-Télé et Canal+, dont Ça se dispute, L'Effet papillon ou encore les journaux télévisés de la semaine sur Canal+. Également sur Canal+, il a également présenté la dernière saison de l'émission Le Grand Journal avant sa fin prématurée le 3 mars 2017.

## Biographie

### Famille et études
Originaire de Plélan-le-Petit, Victor Robert est issu d'une famille de quatre enfants. Son grand-père est exploitant d’une carrière de granit et son père exerce tour à tour les professions d'architecte, d'homme d'affaires et de journaliste au Télégramme. Il fit ses études à l'école de commerce de l'ISG, à Paris.

### Débuts professionnels
C’est à l’été 1998, lors de vacances dans les Baléares, que naît sa vocation de journaliste sportif, lors de la victoire de l’équipe de France de football à la Coupe du monde[réf. nécessaire].
En 2000, alors qu'il tourne un reportage avec l'agence CAPA pour l'émission de Canal+ Le Vrai Journal, une bombe explose dans un McDonald's à Quévert ; il est alors placé en garde à vue et entendu par la police pendant 36 heures. À la suite de cet événement, il déclare avoir failli déchirer sa carte de presse,.

### Carrière
Victor Robert se fait connaître à partir de septembre 2002 en co-présentant avec Estelle Martin et Karl Zéro, Le Journal des bonnes nouvelles, renommé quelques mois plus tard Le Contre-journal, sur Canal+,.
En septembre 2003, il arrive sur i>Télé, la chaîne d'information en continu du groupe Canal+, pour animer Ça se dispute, un débat hebdomadaire sur l'actualité politique entre Éric Zemmour et Christophe Barbier puis Nicolas Domenach à partir de septembre 2006. À la rentrée 2006, il présente en parallèle L'Effet papillon, un magazine consacré à l'actualité internationale diffusé chaque dimanche à 12 h 5 sur Canal+. Il arrête la présentation des deux programmes en juin 2009, repris respectivement par Laurent Bazin et Daphné Roulier, pour une nouvelle émission.
À partir de septembre 2007, il présente également Jour de Sport en compagnie de Valérie Amarou sur Canal+ Sport.
De septembre 2009 à juin 2010, il anime sur Canal+ Pop Com, une émission hebdomadaire sur la communication succédant à l'émission + Clair. Faute d'audience, l'émission n'est pas renouvelée pour une seconde saison.
En janvier 2010, il se met à présenter sur la chaîne Planète 1 euro 60, une émission qui traite de l'actualité internationale à travers la rencontre des communautés étrangères installées à Paris.
En juin 2010, pour la Coupe du monde de football, il anime sur i>Télé un débat intitulé 60 millions de sélectionneurs du lundi au vendredi de 18 à 19 h.
À partir de septembre 2010, à la suite de l'arrêt de Pop Com, il présente le samedi sur Canal+ une émission culturelle intitulée Un autre midi.
En septembre 2011, il revient sur i>Télé pour présenter la tranche entre 22 h 30 et 0 h 30, La grande édition, avec Sonia Chironi,.
En septembre 2012, il récupère la présentation du magazine L'Effet papillon sur Canal+ après le départ de Daphné Roulier sur D8[réf. nécessaire]. Il présente aussi les journaux du week-end, le midi et le soir, sur Canal+.
Depuis septembre 2014, il présente les journaux télévisés de Canal+ en semaine tous les soirs, échangeant sa place avec Florence Dauchez. Ce JT est intégré au Grand Journal depuis septembre 2015.
En mai 2016, après l'annonce du départ de Maïtena Biraben, il est pressenti pour présenter l'émission à partir de septembre 2016. Le 5 septembre 2016, il récupère effectivement Le Grand Journal sur Canal +. Cependant, l'émission rassemble à peine 100 000 téléspectateurs en access prime-time, ce qui pousse Canal+ à arrêter le programme le 3 mars 2017.
Lors de la saison 2016-2017, il présente sur C8 trois documentaires intitulés Marine Le Pen est elle (vraiment) finie ?, Donald Trump est il (vraiment) fou ? et Kim jong un va t’il (vraiment) faire péter la planète ?
Depuis 2011, il est à la tête de sa société 10.7 Productions qui produit une vingtaine de films par an dont Otage(s) meilleur, film documentaire de l’année[Quoi ?] à la Mostra de Venise 2019, Truffaut le scénario de ma vie, sélectionné au festival de Cannes 2024, et Godard, présenté à la Mostra de Venise 2022.